# Anopheles limosus
Anopheles limosus är en tvåvingeart som beskrevs av King 1932. Anopheles limosus ingår i släktet Anopheles och familjen stickmyggor. Inga underarter finns listade i Catalogue of Life.